# IFK Trelleborg Handboll
IFK Trelleborg Handboll (IFK = Idrottsföreningen Kamraterna) ist ein schwedischer Handballverein aus Trelleborg.
Der Verein IFK Trelleborg wurde im Jahr 1910 gegründet. Auf der Jahrestagung des Vereins am 24. Januar 1938 wurde beschlossen, die Handballabteilung als selbständigen Verein IFK Trelleborg Handboll auszugliedern. Am 13. Februar des Jahres verlor der neue Verein sein erstes Spiel gegen Trelleborgs FF mit 9:12.
Heimspielstätte des Vereins ist die 2000 Zuschauer fassende Söderslättshallen.
Die erste Herren-Mannschaft stieg nach der Saison 2008/2009 in der höchsten schwedischen Spielklasse, der Elitserien, in die Allsvenskan ab. Die Damen-Mannschaft spielt in der Division 3.